# ابراهیم ناجی
ابراهیم ناجی (۳۱ دسامبر ۱۸۹۸ - ۲۷ مارس ۱۹۵۳) پزشک و شاعر مصری بود که پس از آنکه ام کلثوم شعر او الأطلال را خواند، به شهرت بسیار رسید. از دیوان‌های شعرش: «اللیالی القاهره (شب‌های قاهره)»، «وراء الغمام (پشت ابرها)» و «الطائر الجریح (پرندهٔ زخمی)».